# 香取神社 (流山市向小金)
香取神社（かとりじんじゃ）は千葉県流山市の神社。

## 概略と沿革
元禄年間（1688年-1704年）に創建された。向小金は江戸時代初期に小金牧の一部を開墾して成立した新田であり、入植者の鎮守として建てられた神社である。当時の入植者は貧しく、寺を支えることができなかったため、神社の裏側には葬式等の仏事を執り行うための施設もある。
かつては神社の入口に一里塚があったが、1941年（昭和16年）に削平され、現存していない。
現在の社殿は、神社を維持するための「備社田」等の土地を売却した収益によって建てられた。

## 交通アクセス
- 東武バス向小金バス停留所で下車。